# Torrecilla de la Abadesa
Torrecilla de la Abadesa est une commune de la province de Valladolid dans la communauté autonome de Castille-et-León en Espagne.

## Sites et patrimoine
Les édifices les plus caractéristiques de la commune sont :
- Église San Esteban Protomártir.
- Chapelle del humilladero del Cristo.

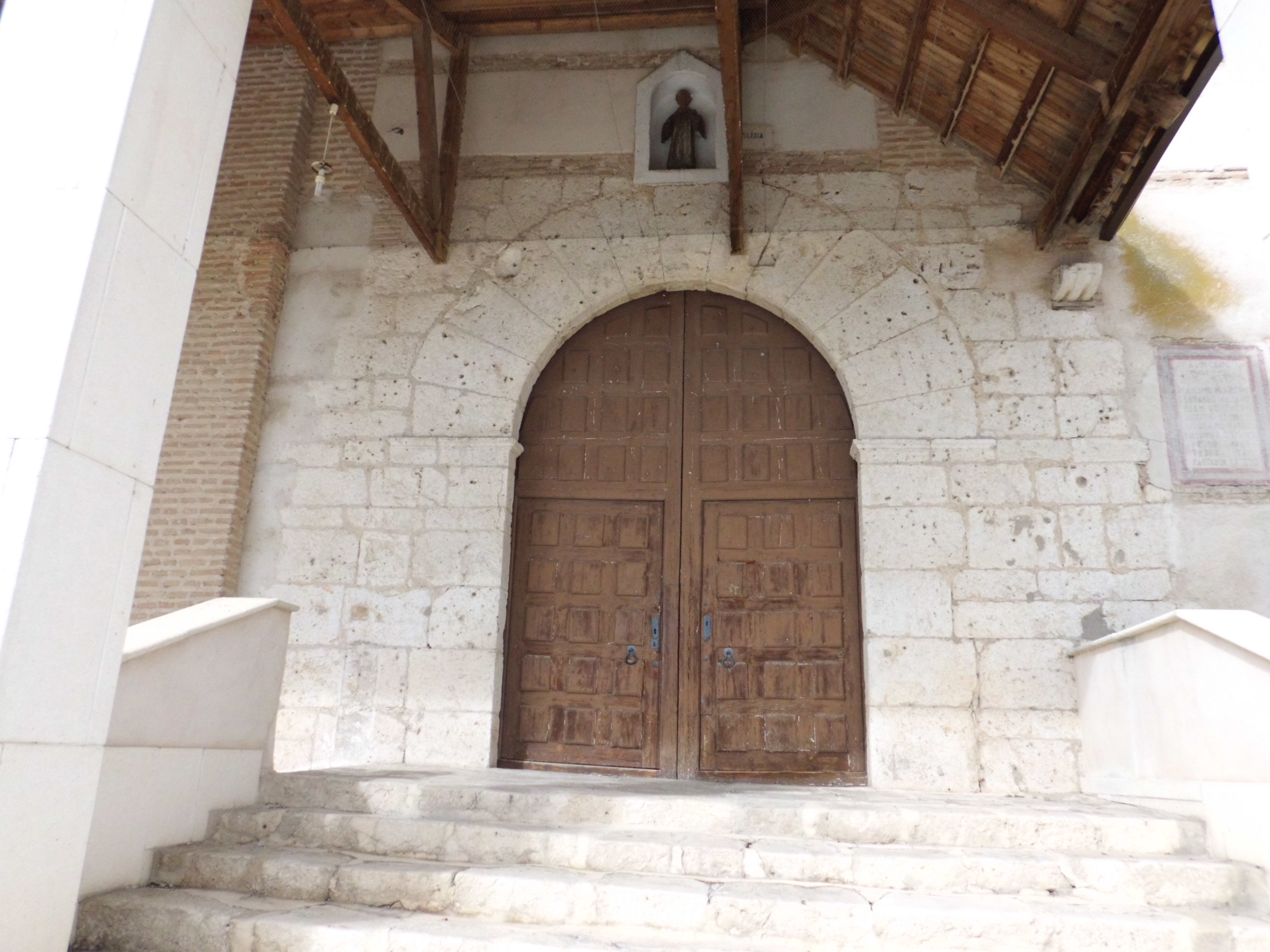
Église San Esteban.
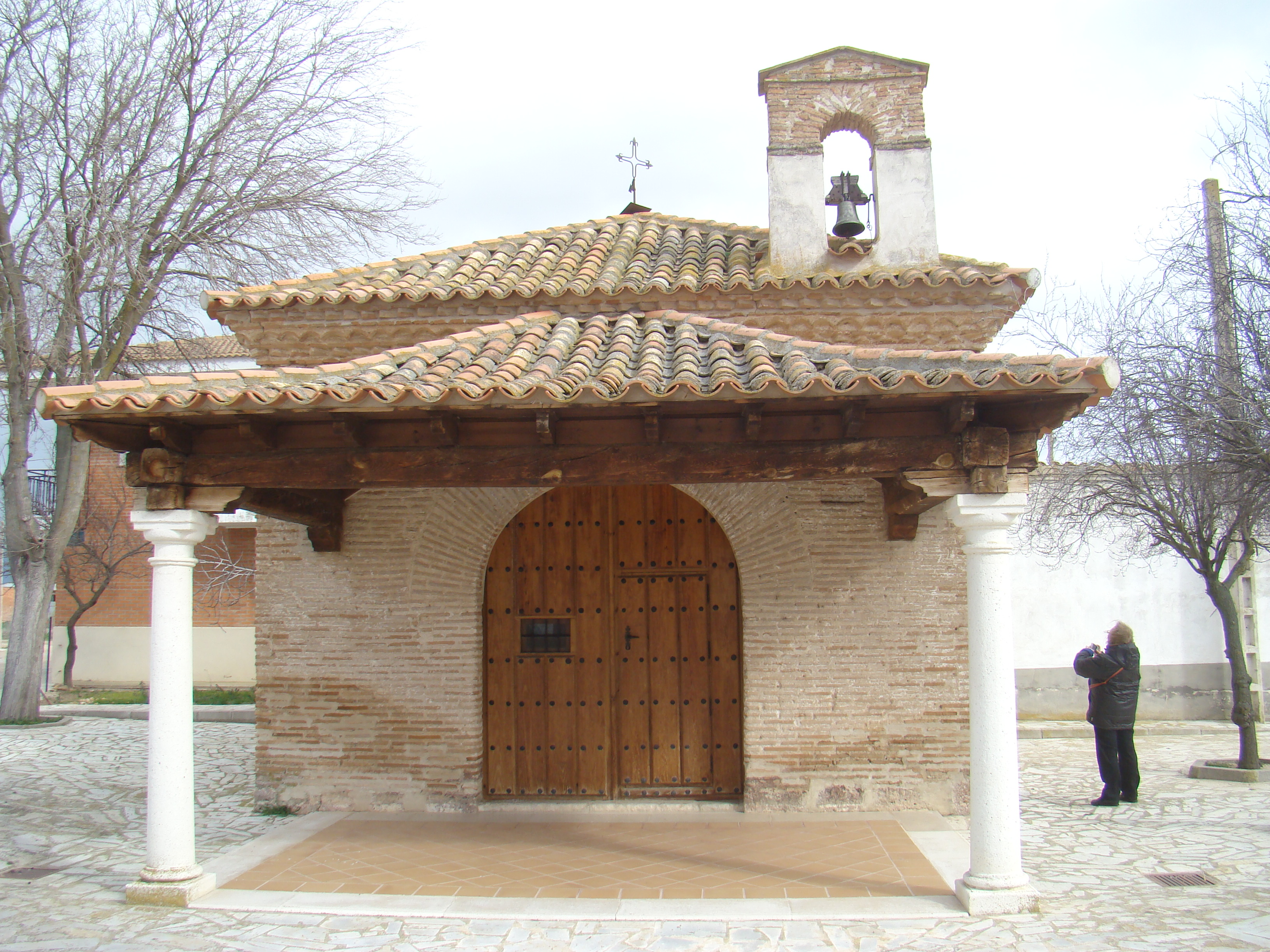
Chapelle del humilladero del Cristo.
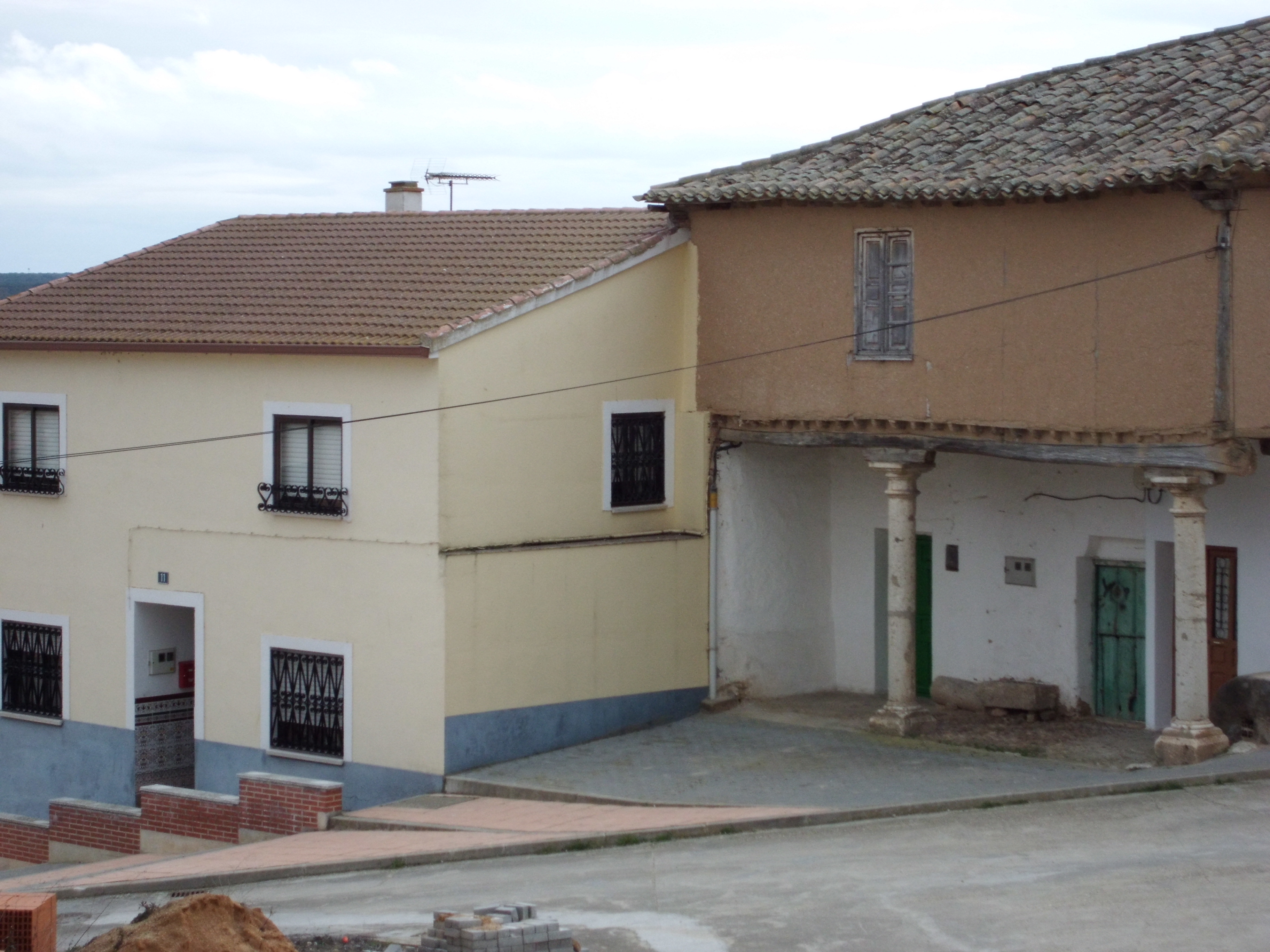
Architecture populaire.
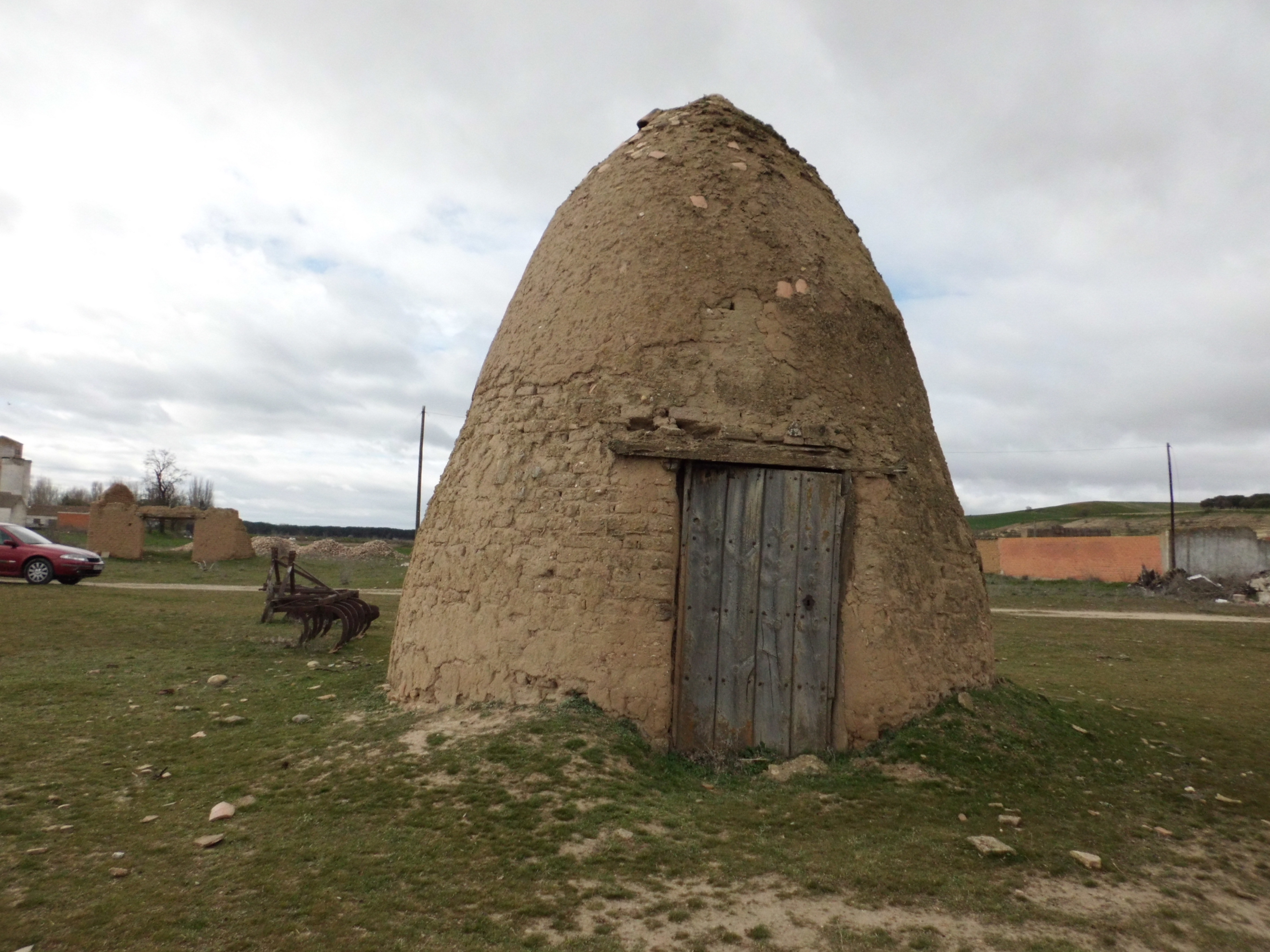
Cabocha en las antiguas eras.

## Fêtes
- Saint Antoine de Padoue (13 juin)
- Saint Roch (16 août)
- Saint Étienne Protomartyr (26 décembre)
- Sainte Agathe (5 février)
- Los Quintos (1er mai)